# Tierra de Sahagún
La Tierra de Sahagún es una comarca situada en el sureste de la provincia de León y se compone por 98 pueblos pertenecientes al partido judicial de Sahagún:

## Camino de Santiago
Toda la comarca es atravesada por el Camino de Santiago en su variante Francesa.

## Municipios
| Municipios                   | Denominación en Leonés        | Habitantes (2011) | Superficie (km²) | Densidad (hab/km²) |
| Almanza                      | Almanza                       | 601               | 141,99           | 4,23               |
| Bercianos del Real Camino    | Bercianos del Reyal Camín     | 195               | 34,24            | 5,7                |
| Calzada del Coto             | Calzada del Coutu             | 259               | 56,03            | 4,62               |
| Castrotierra de Valmadrigal  | Castrutierra de Valmadrigal   | 126               | 23,50            | 5,36               |
| Cea                          | Ceya                          | 515               | 112,34           | 4,58               |
| El Burgo Ranero              | El Burgu Raneiro              | 826               | 98,34            | 8,40               |
| Escobar de Campos            | Escobar de Campos             | 54                | 17,14            | 3,15               |
| Gordaliza del Pino           | Gordaliza del Pinu            | 290               | 27,32            | 10,62              |
| Grajal de Campos             | Grayal de Campos              | 254               | 25,37            | 10,01              |
| Joarilla de las Matas        | Xuariella de las Matas        | 361               | 51,47            | 7,01               |
| Sahagún                      | Safagún                       | 2.820             | 123,64           | 22,81              |
| Santa María del Monte de Cea | Santa María del Monte de Ceya | 276               | 92,22            | 2,99               |
| Vallecillo                   | Valleciellu                   | 131               | 23,36            | 5,61               |
| Villamol                     | Villamol                      | 188               | 39,63            | 39,63              |
| Villaselán                   | Villaselán                    | 231               | 56,52            | 4,09               |
| Villazanzo de Valderaduey    | Villazanzu de Valderaduei     | 531               | 145,88           | 3,64               |
|                              | Total                         | 7.057             | 927              | 7,61               |
| ---------------------------- | ----------------------------- | ----------------- | ---------------- | ------------------ |